# Rasa de Masucó
La Rasa de Masucó és un torrent afluent per l'esquerra de la Riera de Navel, al Berguedà.

## Municipis per on passa
La Rasa de Masucó transcorre íntegrament pel terme municipal de Viver i Serrateix.

## Xarxa hidrogràfica
La xarxa hidrogràfica de la Rasa de Masucó està integrada per 10 cursos fluvials que sumen una longitud total de 5.546 m.

### Distribució per termes municipals
La xarxa transcorre íntegrament pel terme municipal de Viver i Serrateix.

### Territori PEIN
Els darrers 1.785 m. del seu curs transcorren per l'interior del PEIN de la Riera de Navel. A nivell de la seva conca, el territori PEIN abasta una superfície de 36,2 ha. i un perímetre d'uns 4,4 km.